# Глаза страха
«Глаза страха» (англ. Five Across the Eyes) — американский фильм 2005 года.

## Сюжет
Пять подруг возвращаются поздно ночью домой на автомобиле. Неожиданно у них «на хвосте» появляется другая машина, и вынуждает их остановиться. Оттуда вылезает женщина и всячески измывается над подругами, после чего уезжает. Девушки решают отомстить ей…

## В ролях
| Актёр             | Роль             |
| ----------------- | ---------------- |
| Сандра Падуч      | Изабелла         |
| Даниэль Лилли     | Джейми           |
| Миа Йи            | Мелани           |
| Анджела Брунда    | Кэролайн         |
| Дженнифер Барнетт | Стефани          |
| Вероника Гарсиа   | женщина-водитель |
| Дэйв Джерниген    |                  |
| Кейт Смит         |                  |
| Эбби Весселль     |                  |
| Джейн Суинсон     |                  |